# 天海麗
天海 麗（あまみ れい、1984年3月28日 - ）は、日本の元AV女優。元SODクリエイト専属。所属事務所はオフィス・ファンタム。
静岡県出身。2005年にデビューした。名前は、アニメ『ドリームハンター麗夢』の主人公、綾小路麗夢から来ている。

## 経歴
小室友里や樹まり子を育てた、鈴木義明の門下生らが設立したプロダクションからスカウトを受けデビューを決意。
2005年に『Bejean』2月号（1月14日発売、英知出版）でグラビアデビューし、同年2月25日、『Natural 天海 麗』（シャイ企画）にてAVデビュー。デビュー作は初回出荷で26,000本を記録する。その後も数字を伸ばし続け、5作目の『Frame Graffiti』は30,000本を記録し、発売元のシャイ企画に10年ぶりと言われる大ヒットをもたらした。この現象は時ならぬ「メガネっ娘」ブームの一翼を担ったものとされ、青年向け週刊誌や各夕刊紙でも報道された。
雑誌グラビア、サイン会イベントも好調をキープ。雑誌の表紙、巻頭を始め、2005年度内で撮り下ろしグラビア74本、イベント数65会場はいずれもレコード。また各業界紙のセルビデオ、レンタルビデオチャートも軒並み席巻し1位も数々記録する。
シャイ企画との契約が僅か8本契約であることが判明するや、ビデ倫メーカー、セルメーカーを問わず熾烈な争奪戦が繰り広げられた末、老舗ブランドであるアリスJAPAN（ジャパンホームビデオ）が獲得に成功。その後、アリスJAPANへの合同リリース依頼が数社から申し込まれるが、アリスの関連会社であるマックス・エーとの合同リリースが決定発表され一旦、争奪戦に終止符が打たれた。
写真集やオリジナルビデオ、雑誌でのコラム連載、2006年からはトーク番組の司会と活動の場を広げる。
アダルト作品の他にも芝居や文章など多彩な活動をしている。
アートディレクター信藤三雄監修のもと、ミュージシャン坂本龍一のカメラマンデビューの際のグラビアモデルや、唐沢俊一監修、河崎実監督によるコメディーSFドラマの主演、マグナム・フォト所属のフランス人カメラマンアントワン・ダガタの監督デビュー作の主演と、クロスオーバーな活動をみせる。
2007年6月1日、セル移籍の争奪戦に勝利したSODクリエイトからセルデビューが発表された。
2008年2月24日、櫻井ゆうこ・倖田梨紗とともにSODクリエイトの卒業イベントを行い、専属から離れた。
AV女優になる前は、アメリカ・モンタナ州に短期留学していたこともある。

## 作品

### アダルトビデオ
- Natural （2005年2月25日、監督：ザック荒井、SHY）
- Real Face （2005年3月25日、監督：ザック荒井、SHY）
- relax （2004年5月27日、監督：ザック荒井、SHY）
- TOBIRA 扉 （2005年5月27日、監督：闇原光、SHY）
- Frame Graffiti メガネをかけた天海麗 （2005年6月30日、監督：下津陣、SHY）
- progressive （2005年7月29日、監督：下津陣、SHY）
- SYNDROME （2005年8月29日、監督：下津陣、SHY）
- AMBITION （2005年9月29日、監督：下津陣、SHY）
- 女尻 天海麗 （2005年10月21日、監督：坂本優二、アリスJAPAN)
- Growing up↑ （2005年11月27日、監督：西澤幸紀、サマンサ）
- 生徒会長がセックスで応援! （2005年12月30日、監督：富澤晃、アリスJAPAN）
- Max Cafeへようこそ! 天海麗 （2006年1月27日、監督：福岡芳穂、Calen）
- 逆ソープ天国 天海麗 （2006年2月24日、監督：勝山茂雄、アリスJAPAN）
- 妹の秘密 天海麗 （2006年3月31日、脚本：チェリー西野 監督：長谷川九仁彦、Calen）
- アダルトメルヘン シンデレラブ （2006年4月24日、監督：武村陽、アリスJAPAN）
- 口内感染 天海麗 （2006年5月25日、監督：福岡芳穂、Calen）
- ストレート 天海麗 （2006年7月27日、監督：春日ヨシノリ、アリスJAPAN）
- 監禁ボディドール X 祈り 裏切りの口づけ 天海麗 （2006年8月31日、監督：長谷川九仁彦、Calen）
- 憧れの新卒女教師 天海麗 （2006年9月22日、監督：坂本優二、アリスJAPAN）
- 淫蟲の森 天海麗 （2006年10月28日、監督：長谷川九仁彦、サマンサ）
- アニコス JAPAN 天海麗 （2006年11月30日、監督：椿原久平、アリスJAPAN）
- ウェルカム マックス ソープ !! 天海麗 （2006年12月22日、監督：島村雪彦、サマンサ）
- ハズカシ!デート 天海麗 （2007年1月26日、監督：春日ヨシノリ、アリスJAPAN）
- 華麗なる飼育 天海麗 （2007年2月23日、監督：西澤幸紀、Calen）
- おさわりOK 天海麗 （2007年3月23日、監督：島村雪彦、Calen）
- 天海麗 セル降臨×徹底イカセ 連発潮吹き×アナル丸見え激ハメ解禁 （2007年7月5日、監督：Keita★No.1、SODクリエイト）
- 天海麗 どすけべセックス200分SP （2007年8月4日、監督：Keita★No.1、SODクリエイト）
- 天海麗 誘惑天国 （2007年9月6日、監督：Keita★No.1、SODクリエイト）
- 天海麗 失禁するほど。 （2007年10月4日、監督：JOSTYLE、SODクリエイト）
- 天海麗 超高級ソープ嬢 （2007年11月8日、監督：永浜総星、SODクリエイト）
- 天海麗 中出し天国～超高級ルームサービス編～ （2007年12月6日、監督：*Seki*La*La、SODクリエイト）
- 天海麗 超ヤリまくりイキまくり絶頂24時間10SEX （2008年1月5日、監督：鎗ヶ崎一、SODクリエイト）
- 中出し痴漢地獄 天海麗 （2008年2月7日、SODクリエイト）
- D.Dブレイカーりりあ 暗黒夢破壊譚 ACT-01 RIRIA（2008年、主演：姫咲りりあ、監督：田中守、高橋孝英、アタッカーズ、オフィス・ファンタム）
- D.Dブレイカーゆめ 暗黒夢破壊譚 ACT-02 YUME 放浪の愚者（2009年、主演：君野ゆめ、監督：キザキカオル、アタッカーズ、オフィス・ファンタム）
- バレットリヴァース side-A -絆-（6月7日、アタッカーズ）共演：あすか伊央、彩月あかり（岩佐めい）
- バレットリヴァース side-B -恩讐-（6月7日、アタッカーズ）共演：あすか伊央、彩月あかり（岩佐めい）
- バレットリヴァース 完全版（7月7日、アタッカーズ）共演：あすか伊央、彩月あかり（岩佐めい）

### イメージビデオ
- 裸体 天海麗（2005年8月25日、シャッフル / Believe）

### ゲーム
- 天海麗のコスプレ萌え萌え野球拳！（PSP）（2006年7月28日、GBTピクチャーズ）
- 天海麗のコスプレ萌え萌え野球拳！（DVDPG）（2006年7月28日、GBTピクチャーズ）
- オールスター野球拳（PSP）（2006年12月14日、GBTピクチャーズ）…共演:蒼井そら、あいだゆあ、紋舞らん、みひろ、かすみ果穂、吉沢明歩、南波杏、松島かえで
- オールスター野球拳ブルーレイディスク（2006年12月14日、GBTピクチャーズ）…共演:蒼井そら、あいだゆあ、紋舞らん、みひろ、かすみ果穂、吉沢明歩、南波杏、松島かえで

### オリジナルビデオ
- 眺めのいい部屋 覗かれた女 (2005年7月23日、監督・脚本：後藤大輔、ENGEL)
- 華と蛇～狂気の旋律～ (2005年10月5日、脚本：貝原クリス亮 監督：斉藤一男、彩プロ)
- ぼくの先生2 (2006年7月21日、レジェンド・ピクチャーズ)
- 揺れる電車の中で 暴かれる欲望の闇 (2006年8月26日、ビーエムドットスリー)
- バレットリヴァース（2011年7月7日、監督：畑澤和也、アタックゾーン）

### CSドラマ
- トンデモホラーシリーズ あっ!この家にはトイレがない! （2007年2月、監督：河崎実、脚本：なるせゆうせい、エースデユースエンタテイメント、ワコー）

## 出演

### 放送
- 淀川★キャデラック（2007年、テレビ大阪）
- えりなだってできるもん#4（2014年7月、エンタ!959）※アリスのレジェンドとして

### 映画
- 時空警察ハイペリオン  (2009年7月15日、監督：畑澤和也、マクザム、ミリオンエンタテインメント)

## 書籍

### 写真集
- 天使の悪戯（2005年5月30日発行、撮影：高橋生建、リイド社） ISBN 978-4845827701
- KARAMI 33 天海 麗（2006年5月10日発行、撮影：横山こうじ、三和出版） ISBN 978-4776901464